# Nju-Jork
Nju-Jork oder New-York (ukrainisch und russisch Нью-Йорк) ist eine Siedlung städtischen Typs in der Oblast Donezk im Osten der Ukraine mit etwa 2500 Einwohnern.

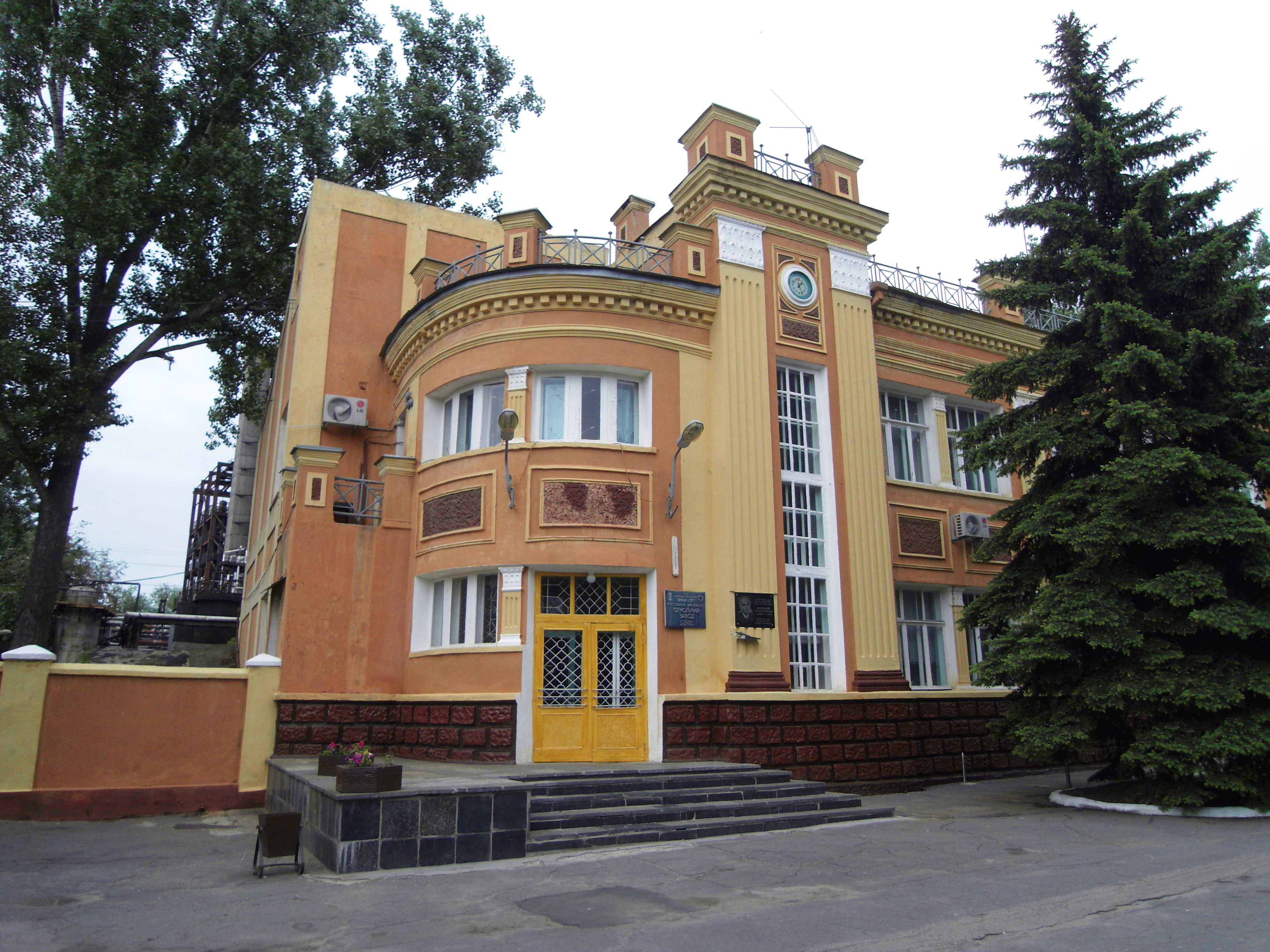
Fabrikgebäude im Ort

## Name
Der ukrainische und russische Name der Stadt kann – je nachdem, ob man deutsche oder englische Transkriptionsregeln verwendet – als Nju-Jork oder New-York wiedergegeben werden. Der erste bekannte schriftliche Beleg des Namens stammt aus der russischen Volkszählung von 1859 (veröffentlicht 1863), damals Nju-Iork (russisch Нью-Іоркъ) geschrieben. Der Ursprung des Namens ist nicht geklärt, wobei ein Bezug auf die gleichnamige US-amerikanische Stadt naheliegt. Ein anderer Erklärungsansatz ist, dass deutsche Kolonisten den Ort nach ihrem Herkunftsort, der Gemeinde Jork in der Nähe von Hamburg, benannten. Diese Erklärung wird jedoch durch die Tatsache geschwächt, dass die deutsche Besiedlung rund 30 Jahre nach der ersten schriftlichen Erwähnung des Ortes stattfand.

## Geographische Lage
Nju-Jork liegt im westlichen Donezbecken am Ufer des Krywyj Torez, etwa 7 Kilometer südlich des Stadtzentrums von Torezk und 40 Kilometer nördlich vom Oblastzentrum Donezk. Durch die Ortschaft verläuft eine Nebenbahn von Kostjantyniwka nach Jassynuwata.

## Geschichte
Bei der Volkszählung von 1859, die den Ort zum ersten Mal erwähnt, bestand Nju-Jork aus 13 Haushalten und einer Fabrik. 1892 wurde die Ortschaft von deutschen Kolonisten aus der Kolonie Chortitza erworben, von denen sie unter Leitung des Fabrikbesitzers Jakob Niebuhr weiter industrialisiert wurde.
Nju-Jork erhielt 1938 den Status einer Siedlung städtischen Typs. 1951 wurde sie in Nowhorodske (ukrainisch Новгородське; russisch Новгородское Nowgorodskoje) umbenannt. Am 1. Juli 2021 erhielt die Siedlung auf Beschluss der Werchowna Rada ihren ursprünglichen Namen Nju-Jork zurück.
Im Verlauf des Ukrainekrieges lag der Ort seit 2015 nahe der Frontlinie zu den von den Separatisten kontrollierten Gebieten. In jenem Jahr hatte der Ort 10.720 Einwohner.
Anfang Juli 2024, mehrere Wochen nach Beginn des Kampfes um Torezk, gelangen russischen Truppen erste Geländegewinne in Nju-Jork. Bis Mitte August war Nju-Jork zu 80 % in russischer Hand.